# Trönningenäs
Trönningenäs är en ort i Lindbergs socken i Varbergs kommun. Den är belägen vid Kattegatt norr om Getterön, mellan Farehammarsviken och Fyrstrandsfjorden. Den norra delen av Trönningenäs kallas Norra Näs. Bläshammar vid Västkustvägen ligger ca 3 kilometer bort. Till centrala Varberg är vägavståndet cirka 9 kilometer. Före 2015 var bebyggelsen i orten avgränsad till en småort. Vid avgränsningen 2015 räknades denna bebyggelse tillsammans med den i Bläshammar som en tätort namnsatt till Bläshammar och Trönningenäs.

## Befolkningsutveckling
| Befolkningsutvecklingen i Trönningenäs/Bläshammar och Trönningenäs 1990–2020                       | Befolkningsutvecklingen i Trönningenäs/Bläshammar och Trönningenäs 1990–2020 | Befolkningsutvecklingen i Trönningenäs/Bläshammar och Trönningenäs 1990–2020 | Befolkningsutvecklingen i Trönningenäs/Bläshammar och Trönningenäs 1990–2020 | Befolkningsutvecklingen i Trönningenäs/Bläshammar och Trönningenäs 1990–2020 |
| -------------------------------------------------------------------------------------------------- | ---------------------------------------------------------------------------- | ---------------------------------------------------------------------------- | ---------------------------------------------------------------------------- | ---------------------------------------------------------------------------- |
| |                                                                              |                                                                              |                                                                              |                                                                              |
| År                                                                                                 |                                                                              |                                                                              | Folkmängd                                                                    | Areal (ha)                                                                   |
| 1990                                                                                               | 1990                                                                         |                                                                              | 45                                                                           | #                                                                            |
| 1995                                                                                               | 1995                                                                         |                                                                              | 70                                                                           | #                                                                            |
| 2000                                                                                               | 2000                                                                         |                                                                              | 85                                                                           | #                                                                            |
| 2005                                                                                               | 2005                                                                         |                                                                              | 114                                                                          | #                                                                            |
| 2010                                                                                               | 2010                                                                         |                                                                              | 145                                                                          | 45#                                                                          |
| 2015                                                                                               | 2015                                                                         |                                                                              | 743                                                                          | 184                                                                          |
| 2020                                                                                               | 2020                                                                         |                                                                              | 1 149                                                                        | 202                                                                          |
| Anm.: Ny tätort 2015 när småorten växte samman med småorterna Bläshammar och Lindhov # Som småort. |                                                                              |                                                                              |                                                                              |                                                                              |

## Samhället
I Trönningenäs finns ett stort antal sommarhus, flera av dem bebodda året runt. Området ingår sedan 2006 i kommunens utbyggnadsplaner. 2011 har ett område intill Trönningenäsvägen iordningställts för byggande av 25 villor.
På Kvarnberget är en väderkvarn belägen, byggd 1898 och i bruk till 1965. Den förvaltas av en stiftelse kallad Kvarnen i Trönningenäs, bildad av Lindberga hembygdsförening. Kvarnen har renoverats och är fullt brukbar, visningar anordnas.  
Marinmuseet i Varberg (tidigare Hamnmuseet), finns i området, inrymt i de verkstadslokaler som upphovsmannen Bo Oskarsson disponerar.
I havet utanför Trönningenäs ligger Bondaholmen.